# 케빈 맥케나
케빈 제임스 맥케나 (Kevin James Mckenna, 1980년 1월 21일, 캘거리 ~ )는 캐나다의 은퇴한 축구 선수이다. 그는 센터백으로 중앙 미드필더나 스트라이커로도 기용이 가능하였다.

## 클럽 경력
맥케나는 1990년, 캘거리 풋힐즈 SC의 유소년 클럽에서 축구를 시작하였고, 1991년에 시니어 팀으로 승격되었다.

### FC 에네르기 콧부스
캘거리 풋힐즈 SC의 아마추어 팀에서 활약하던 맥케나는 3년 동안 (처음 2년은 리저브 팀에서) 독일 분데스리가의 FC 에네르기 콧부스에서 활약하였다. 2000-01 시즌 첫경기에서, 맥케나와 국가대표팀 동료 폴 스탈테리는 동시에 독일 분데스리가에 첫 출전한 캐나다인 선수가 되었다. 두 선수는 같은 경기에서 분데스리가 데뷔전을 치렀는데, 이 경기에서 맥케나의 승격팀 콧부스가 스탈테리의 SV 베르더 브레멘에 승리하였다.

### 하트 오브 미들로시언 FC
2001년, 맥케나는 스코틀랜드 프리미어리그의 하트 오브 미들로시언 FC로 임대되었고, 이 에든버러를 연고로 하는 클럽 소속으로 8경기 출장하였다. 그는 여름에 £0.3M의 가격에 하트 오브 미들로시언으로 이적하였고, 그는 2001-02 시즌에 35경기 출장하여 9골을 기록해 팀내 득점 2위를 기록하였다. 2002-03 시즌에 리저브 팀에서 주로 활약하던 맥케나는 이 시즌에 41경기에 출장하여 6골을 넣었다. 그는 다음 시즌에 38경기 출장 5득점을 기록하였다. 2005년에 미들로시언에서 출전 기회를 잃은 맥케나는 친정팀 FC 에네르기 콧부스로 이적하였다. 그는 이적 직후, 그레그 베어할테어를 대신하여 팀의 새 주장이 되었다.

### 1. FC 쾰른
2007년 여름, 맥케나는 2 분데스리가에 속한 1. FC 쾰른과 4년 계약을 체결하였다. 맥케나는 2007년 8월 10일, 2-0으로 승리한 FC 장크트 파울리전에서 쾰른 소속으로 데뷔전을 치루었다. 몇 주 후, 그는 10월 5일, 키커스 오펜바흐와의 홈 경기에서 첫 골을 득점하였고, 팀은 4-1 승리를 거두었다. 그는 쾰른 이적 첫 시즌이었던 2007-08 시즌에, 팀이 1 분데스리가로 승격하는 데 도왔다.
맥케나는 2010-11 시즌 첫 골을 8월 28일, 2-4로 패한 SV 베르더 브레멘과의 경기에서 루카스 포돌스키와 함께 득점하였다. 몇 주 후, 9월에 맥케나는 무릎 수술을 받아 장기간 아웃이 예상되었지만, 맥케나는 상대적으로 부상에서 빠르게 회복하여 12월 초에 다시 출장할 수 있게 되었다. 그는 12월 19일, 0-3으로 패한 FC 샬케 04와의 경기에서 75분에 교체될 때까지 그라운드에 복귀하지 못하였다.
맥케나는 2011-12 시즌의 첫 경기를 8월 13일, FC 샬케 04 원정에서 치렀으나, 쾰른은 샬케에 1-5로 대패하였다. 2주 후, 맥케나는 함부르크 SV와의 4라운드 경기에서 결승골을 기록하였고, 쾰른은 이 원정경기에서 3-4로 시즌 첫 승을 거두었다.

## 국가대표팀 경력
맥케나는 2000년 5월, 트리니다드 토바고전에서 국가대표팀 데뷔전을 치렀다. 2009년 11월, 그는 46경기 출장, 9골을 기록하였다. 그는 4차례 FIFA 월드컵 예선 경기에 출장하였다. 맥케나는 2002년을 기점으로 캐나다 축구 국가대표팀의 주전 멤버로, 홀거 오지크가 사령탑을 맡던 시절, CONCACAF 골드컵을 위해 타겟맨으로 기용되었다. 맥케나는 조별 라운드 아이티전에서의 결승골을 비롯하여 총 3골을 이 대회에서 득점하였다. 맥케나는 2011년 CONCACAF 골드컵을 앞두고 치른 에콰도르와의 친선전에서 50경기 출장을 기록하였고, BMO 필드에서 시행된 이 경기는 2-2 무승부로 종료되었다. 맥케나는 폴 스탈테리가 토너먼트 스쿼드에 포함되지 않음에 따라, 대회 기간 국가대표팀 주장이 되었다.

## 수상

### 개인
- CONCACAF 골드컵 베스트 11: 2002

### 클럽
1. FC 쾰른
- 2 분데스리가
  - 3위: 2007-08

### 국가대표팀
- CONCACAF 골드컵
  - 3위: 2002